# Campo de la Cruz

Localização do município de Campo de la Cruz no departamento de Atlántico.

Campo de la Cruz é uma cidade e município colombiano do departamento de Atlántico.